# Café Griensteidl
Le Café Griensteidl est un des plus célèbres Cafés viennois. Situé sur la Michaelerplatz, il est ouvert en 1847 au rez-de-chaussée de l'ancien Palais Dietrichstein-Herberstein (de).

## Nom et emplacement
Le Café Griensteidl est situé sur la Michaelerplatz, à proximité immédiate de la Hofburg.
Durant la Révolution de Mars en 1848, le café est renommé « Café national », puis Literaturkaffeehaus.

## Historique

### 1847-1897
En 1847, Heinrich Griensteidl obtient une autorisation pour ouvrir un café au rez-de-chaussée de l'ancien Palais Dietrichstein-Herberstein (de).
Dans la culture des Cafés viennois, à la fin du XIXe siècle, les lieux à la mode changent périodiquement. Durant le début de la décennie 1890-1900, c'est le Café Griensteidl qui a la préférence de l'élite intellectuelle autrichienne, notamment des sympathisants du mouvement fin de siècle. S'y retrouvent par exemple Karl Kraus, Arthur Schnitzler, Camillo Sitte, Stefan Zweig, Peter Altenberg, Hermann Bahr, Hugo von Hofmannsthal, Gustav Klimt ou Adolf Loos,,.
Toutefois, en 1897, le palais Dietrichstein-Herberstein est détruit pour construire à la place le Palais Herberstein (de). Le café ferme de force malgré son succès. C'est le Café Central qui attire alors les clients de l'établissement.

### 1990-2017
En 1990, le Café Griensteidl rouvre ses portes. Toutefois, cette nouvelle période est plus courte ; du fait de loyers trop coûteux, il ferme à nouveau en 2017.

## La café Griensteidl dans l'art
Plusieurs peintres ont représenté le Café Griensteidl.

Représentations artistiques du Café Griensteidl
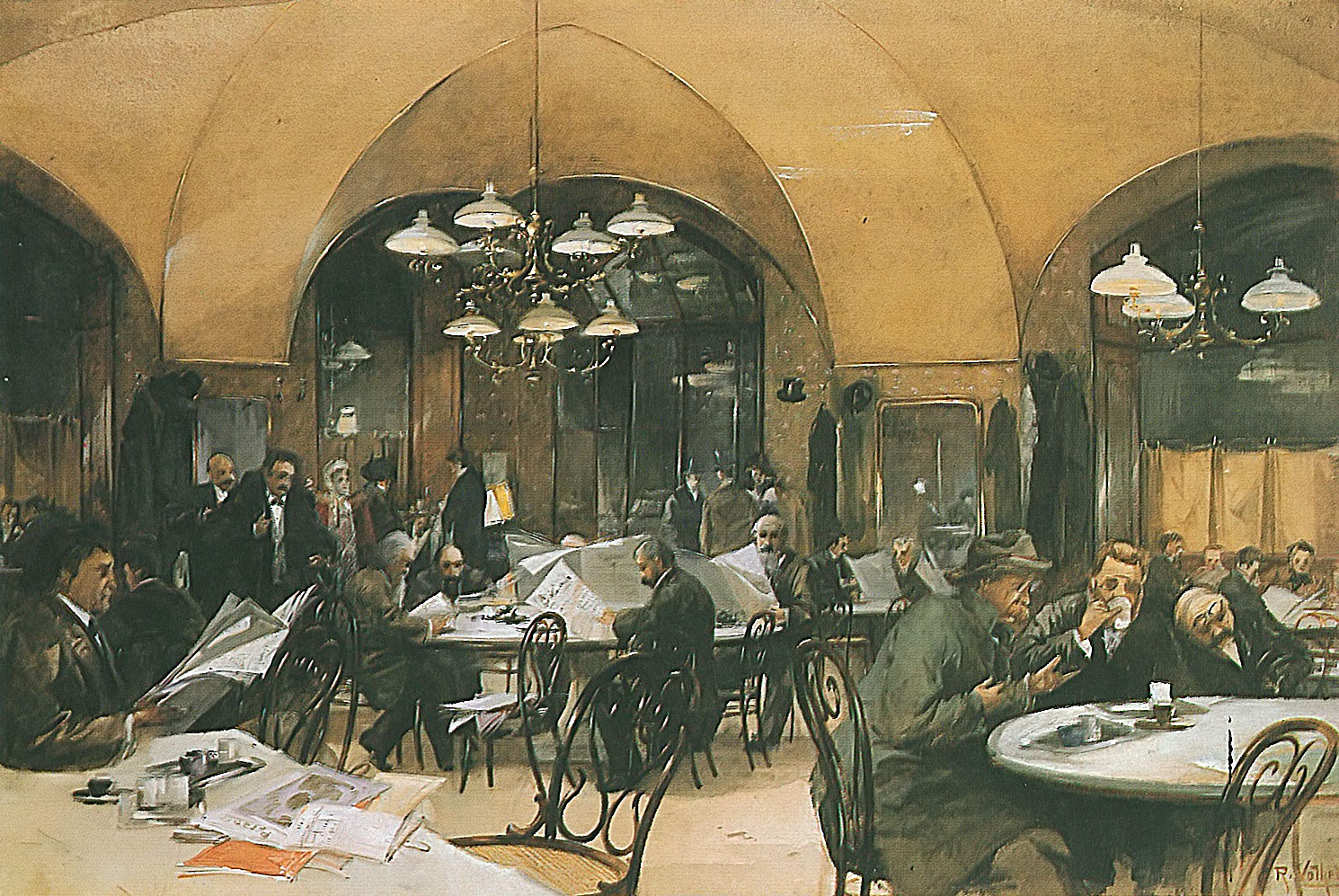
Le Café peint par Reinhold Völkel en 1896[2].
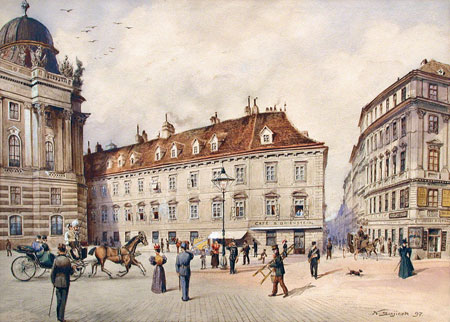
Les environs immédiats du Café en 1897, peinture par Carl Wenzel Zajicek (cs).